# Édison Vega
Édison Fernando Vega Obando (Ibarra, 8 marzo 1990) è un calciatore ecuadoriano, centrocampista del Delfín.

## Caratteristiche tecniche
È un mediano.

## Carriera

### Nazionale
L'8 settembre 2018 ha esordito con la nazionale ecuadoriana disputando l'amichevole vinta 2-0 contro la Giamaica.

## Palmarès

### Competizioni nazionali
- Campionato ecuadoriano: 2

LDU Quito: 2018
Aucas: 2022
- Copa Ecuador: 1

LDU Quito: 2019
- Supercoppa ecuadoriana: 1

LDU Quito: 2020